# Marianne Mahn-Lot
Marianne Mahn-Lot (Fontenay-aux-Roses, 18 febbraio 1913 – Issy-les-Moulineaux, 10 novembre 2005) è stata una storica francese,  specialista nella scoperta dell'America spagnola e di Bartolomeo de Las Casas, primo difensore degli amerindi.

## Biografia
Figlia dei medievisti Ferdinand Lot e Myrrha Borodine e sorella di Éveline Lot-Falck, trascorse l'infanzia a Fontenay-aux-Roses. Studiò all'Ecole des chartes, dove incontrò il futuro marito Jean-Berthold Mahn, e ottenne il diploma di archivista-paleografo nel 1937 grazie a una tesi su Filippo d’Evreux, re di Navarra.
Dopo la guerra, quando il marito fu ucciso nella campagna d'Italia, lavorò al Mercure de France, portando avanti nel contempo una ricerca storica che le permise in seguito di diventare ingegnere ricercatore presso la VI sezione dell'École pratique des hautes études. La maggior parte della sua opera di storica è dedicata alla scoperta dell'America e a Las Casas, ma si impegnò anche per far conoscere meglio l'opera del marito e dei suoi genitori.

## Opere
- Bartolomé de Las Casas et le droit des indiens, Payot, 1995 (nuova edizione), coll. le regard de l'histoire.
- Bartolomé de Las Casas, une théologie pour le Nouveau Monde, Desclée de Brouwer, 1991, coll. Prophète pour demain.
- L'Evangile et la Force / Bartolomé de Las Casas, présentation, traduction, choix de textes, éditions du Cerf, 1991 (3e ed.)
- Portrait historique de Christophe Colomb, Seuil, coll. Points Histoire, 1988.
- La Découverte de l'Amérique, Flammarion, « Champs », 1970
- Le Réseau du Musée de l'Homme - Boris Vildé, Historiens et géographes nr. 369 - Marzo 2000